# Тюмень (футбольный клуб)
«Тюме́нь» — российский футбольный клуб из одноимённого города. Основан в 1961 году. Участник Высшей лиги в 1992, 1994—1995 и 1997—1998 годах. В сезоне 2025/26 — участник дивизиона «А» Второй лиги.

## Прежние названия клуба
- 1961—1963 и 1983—1991 — «Геолог»
- 1964 — «Прибой»
- 1965—1977 — «Нефтяник»
- 1978—1979 — «Строитель»
- 1980—1982 — «Факел»
- 1992—1996 — «Динамо-Газовик»
- 1997—2002 и с 2004 — «Тюмень»
- 2003 — «СДЮШОР-Сибнефтепровод»

## История

### Предыстория
В ранней истории тюменского футбола были известны клубы «Динамо», «Локомотив» и «Звезда». Так, представлявший Тюменское отделение Свердловской железной дороги «Локомотив» в 1946 году принял участие в третьей группе чемпионата СССР по футболу — турнире Уральской зоны РСФСР. В 1956 году «Звезда», представлявшая 109-ю гвардейскую стрелковую Бериславско-Хинганскую Краснознамённую ордена Суворова дивизию, заняла 2-е место в зоне «Западная Сибирь» первенства РСФСР, а в 1957 году 1-е место в зоне «Урал».

### Чемпионат СССР
Клуб основан в 1961 году. С этого года начал играть в классе «Б» чемпионата СССР. В 1971, заняв второе место в группе, команда завоевала право выступать во второй лиге. Тюменский «Геолог» — чемпион РСФСР 1985, обладатель Кубка РСФСР 1984, финалист Кубка РСФСР 1983 и 1985, победитель зональных турниров второй лиги 1984, 1985, 1986, второй призёр 1983.
14 августа 1982 открыт стадион «Спартак» на Царёвом городище (позднее стал называться «Геолог»).
После прихода на тренерский пост Валерия Овчинникова тюменский «Геолог» стал лидером своей зоны во второй лиге. В Кубок РСФСР по футболу 1983 года вышел в финал и проиграл там ставропольскому «Динамо» со счётом 4:0. В розыгрыше Кубок РСФСР по футболу 1984 года Геолог стал победителем турнира, обыграв в финале ивановский Текстильщик со счётом 4:0. В розыгрыше Кубок РСФСР по футболу 1985 года вышли в финал и проиграли Пресне 0:0 и 2:0. В 1986 году тюменцы завоевали право играть в первой лиге союзного первенства, где провели пять сезонов — с 1987 по 1991 год. Лучший результат на этом этапе команда показала в 1989 и 1990 годах — 11-е место.
11 июля 1986 года — первый международный матч между «Геологом» и итальянским «Спортингом» из города Реджо-нель-Эмилия. Тюменцы выиграли со счетом 2:1, мячи забили Е. Зарва (два гола) и Л. Спаджари.

### Чемпионат России
В результате распада СССР и формирования нового чемпионата России тюменский клуб был включён в турнир высшей лиги, где играл в 1992, 1994—1995 и 1997—1998. В 1992 году руководителем команды стал бывший начальник УВД Тюменской области Вениамин Башарин, команда в этом году сменила название на «Динамо-Газовик». Лучший результат — 12-е место (1994). Худший результат — 20-е место (1992). В 1993 и 1996 тюменцы выступали в первой лиге чемпионата России, оба раза становясь победителями турнира и завоёвывая право выступать на следующий год вновь в высшей лиге. После смерти Башарина команда была вновь переименована — в ФК «Тюмень». Руководителем команды стал Александр Пуртов с которым связывают кризис и дальнейший роспуск клуба. В 1998 году ФК «Тюмень» поставила антирекорд лиги по количеству набранных очков — всего 8, а также по количеству пропущенных мячей — 89. Не решив финансовые проблемы в этом сезоне, команда покинула высшую лигу, а спустя год оказалась во второй лиге. Следующие сезоны тюменцы безуспешно пытались вернуться на прежние позиции. В 2003 команда «Тюмень» была расформирована и не принимала участия в первенстве России. На базе клуба продолжал выступление в турнире третьей лиги бывший дублирующий состав, усиленный несколькими игроками из основного состава распавшейся «Тюмени». Команда носила название «СДЮШОР-Сибнефтепровод».

### Восстановление команды
В 2004 году клуб выиграл зональный турнир Любительской футбольной лиги, однако отказался от вступления в профессиональную лигу. На следующий год «Тюмень» повторила своё достижение, и клуб вернулся во второй дивизион. С 2006 года «Тюмень» возобновила членство в Профессиональной футбольной лиге. Накануне сезона-2008 клуб возглавил президент мини-футбольного клуба «Тюмень» Александр Валентинович Попов. Символика клуба была изменена. Цветами команды стали чёрно-белые.
В розыгрыше Кубка России 2012/13 ФК «Тюмень» добился своего наивысшего кубкового достижения за всю историю клуба на тот момент: обыграв на стадии 1/16 на домашнем стадионе владикавказскую «Аланию» со счётом 2:1, команда прошла в 1/8 финала, где уступила в московском матче ЦСКА со счетом 0:3.
6 июня 2013 года на собрании команды директор ФК «Тюмень» Александр Попов официально объявил о том, что клуб не будет продлевать контракт с главным тренером команды Евгением Дурневым. Главной причиной прекращения отношений стало невыполнение задачи на сезон, поставленной перед командой (была поставлена задача выход в ФНЛ, но она не была решена из-за проигрыша в предпредпоследнем матче сезона «Газовику» со счётом 0:1). Также клуб не продлил контракты со спортивным менеджером Юрием Кудиновым, старшим тренером Игорем Меньщиковым, тренером по вратарям Олегом Прищеповым и старшим массажистом Олегом Мартыновым.
В розыгрыше Кубка России 2013/14 ФК «Тюмень» обыграл в 1/16 финала на своём поле петербургский «Зенит» 2:0. В Первенстве ПФЛ 2013/14 в зоне «Урал-Поволжье» «Тюмень» заняла 1 место, благодаря чему пробилась в Первенство ФНЛ на следующий сезон.
По результатам сезона 2017/18 ФНЛ «Тюмень» заняла 19-е место, но сохранила прописку в связи с неполучением «Тосно» (занял в Премьер-лиге 15-е место) лицензии РФС. По результатам следующего сезона клуб занял 20-е место и выбыл в ПФЛ. Вернулся во второй по силе дивизион в 2023 году, за два тура до окончания первенства Второй лиги в своей группе.

## Визитная карточка

### Цвета клуба
| Чёрный | Белый |

### Форма
| 2012 · гостевая | 2012 · домашняя |

## Достижения

### Первенства
Вторая лига СССР
- Победитель: 1986 (финал Б)
- Серебряный призёр: 1984 (финал II)
- Победитель зоны: 1985 (4 зона)

Чемпионат РСФСР
- Чемпион: 1986

Первая лига
- Победитель (2): 1993 (зона «Восток»), 1996

Второй дивизион ПФЛ / Вторая лига
- Победитель (2): 2013/14 (зона «Урал-Поволжье»), 2022/23 (группа 4)
- Серебряный призёр (2): 2010 (зона «Урал-Поволжье»), 2012/2013 (зона «Урал-Поволжье»)

Любительская футбольная лига
- Победитель зоны: 2004, 2005

### Кубки
Кубок РСФСР
- Обладатель: 1984
- Финалист (2): 1983, 1985

## Рекорды

### Самые крупные победы
- В чемпионате СССР:
  - 7:0 (Металлург (Чимкент) — 1972 г.)
- В чемпионате России:
  - 8:0 (Чкаловец (Новосибирск) — 1996 г.)
  - 8:0 (Беркут (Омск) — 2004 г., любительская лига)
  - 8:0 (Тобол (Тобольск) — 2005 г.)
  - 8:0 (Лада-Тольятти) — 2020/2021 гг)
- В кубке СССР:
  - 5:1 (Сохибкор (Халкабад) — 1987/1988 гг.)
- В кубке России:
  - 5:1 (Чкаловец-1936 (Новосибирск) — 2001/2002 гг.)
  - 4:0 (Томь(Томск) — 1993/1994 гг.)

### Самые крупные поражения
- В чемпионате СССР:
  - 1:8 (Динамо (Киров) — 1962 г.)
  - 1:8 (Луч (Владивосток) — 1987 г.)
- В чемпионате России:
  - 0:7 (Локомотив (Москва) — 1994 г.)
  - 0:7 (Спартак (Москва) — 1998 г.)
- В кубке СССР:
  - 0:5 (Искра (Казань) — 1963 г.)
- В кубке России:
  - 1:4 (Зенит (Челябинск) — 2008/2009 гг.)
  - 0:3 (ЦСКА (Москва) — 2012/2013 гг.)
  - 0:3 (Союз-Газпром (Ижевск) — 2006/2007 гг.)
  - 0:3 (Спартак-Орехово (Орехово-Зуево) — 1998/1999 гг.)

### Игроки-рекордсмены
| Лучшие бомбардиры клуба |      |
| Игрок                   | Голы |
| Хасан Мамтов            | 63   |
| Данил Карпов            | 48   |
| Вячеслав Камольцев      | 36   |
| Евгений Зарва           | 35   |
| Евгений Сидоров         | 32   |
| Виктор Леоненко         | 26   |
| Александр Призетко      | 26   |
| Антон Кобялко           | 25   |
| Александр Коротаев      | 23   |
| Данил Клёнкин           | 21   |

| Рекордсмены клуба по количеству матчей |       |
| Игрок                                  | Матчи |
| Евгений Маслов                         | 324   |
| Равиль Умяров                          | 271   |
| Станислав Феоктистов                   | 189   |
| Владимир Долбоносов                    | 188   |
| Сергей Подпалый                        | 186   |
| Алексей Ильин                          | 183   |
| Евгений Сидоров                        | 181   |
| Александр Бем                          | 175   |
| Никита Теленков                        | 172   |
| Валерий Лебедев                        | 168   |

## Статистика выступлений

### В чемпионатах СССР
| Сезон | Лига                 | Место |
| ----- | -------------------- | ----- |
| 1961  | Класс «Б», зона 5    | 13    |
| 1962  | Класс «Б», зона 4    | 14    |
| 1963  | Класс «Б», зона 4    | 15    |
| 1964  | Класс «Б», зона 5    | 16    |
| 1965  | Класс «Б», зона 2    | 17    |
| 1966  | Класс «Б», зона 5    | 5     |
| 1967  | Класс «Б», зона 5    | 9     |
| 1968  | Класс «Б», зона 5    | 9     |
| 1969  | Класс «Б», зона 5    | 4     |
| 1970  | Класс «Б», зона 3    | 2     |
| 1971  | Вторая лига, зона 5  | 15    |
| 1972  | Вторая лига, зона 6  | 14    |
| 1973  | Вторая лига, зона 6  | 11    |
| 1974  | Вторая лига, зона 5  | 10    |
| 1975  | Вторая лига, зона 4  | 15    |
| 1976  | Вторая лига, зона 5  | 13    |
| 1977  | Вторая лига, зона 5  | 20    |
| 1978  | Вторая лига, зона 5  | 8     |
| 1979  | Вторая лига, зона 5  | 6     |
| 1980  | Вторая лига, зона 2  | 12    |
| 1981  | Вторая лига, зона 4  | 16    |
| 1982  | Вторая лига, зона 4  | 11    |
| 1983  | Вторая лига, зона 4  | 2     |
| 1984  | Вторая лига, зона 4  | 1     |
| 1984  | Вторая лига, финал 2 | 2     |
| 1985  | Вторая лига, зона 4  | 1     |
| 1985  | Вторая лига, финал В | 3     |
| 1986  | Вторая лига, зона 4  | 1     |
| 1986  | Вторая лига, финал Б | 1     |
| 1987  | Первая лига          | 12    |
| 1988  | Первая лига          | 12    |
| 1989  | Первая лига          | 11    |
| 1990  | Первая лига          | 11    |
| 1991  | Первая лига          | 20    |

### В кубках СССР
| Сезон     | Стадия | Примечания                |
| --------- | ------ | ------------------------- |
| 1961      | 1/64   | Кубок СССР, зона 5, финал |
| 1962      | 1/256  | Кубок СССР, зона 4        |
| 1963      | 1/128  | Кубок СССР, зона 4        |
| 1964      | 1/512  | Кубок СССР, зона 5        |
| 1965/1966 | 1/1024 | Кубок СССР, зона 2        |
| 1966/1967 | 1/1024 | Кубок СССР, зона 5        |
| 1967/1968 | 1/2048 | Кубок СССР, зона 5        |
| 1984/1985 | 1/16   | Кубок СССР                |
| 1985      | финал  | Кубок РСФСР               |
| 1985/1986 | 1/32   | Кубок СССР                |
| 1986/1987 | 1/32   | Кубок СССР                |
| 1987/1988 | 1/32   | Кубок СССР                |
| 1988/1989 | 1/64   | Кубок СССР                |
| 1989/1990 | 1/64   | Кубок СССР                |
| 1990/1991 | 1/64   | Кубок СССР                |
| 1991/1992 | 1/64   | Кубок СССР                |

### В чемпионатах России
| Сезон   | Лига                                | Место | Примечания                                        |
| ------- | ----------------------------------- | ----- | ------------------------------------------------- |
| 1992    | Высшая лига, 9-20 места             | 20    | Выбывание в Первую лигу                           |
| 1993    | Первая лига, финал                  | 3     | Выход в Высшую лигу                               |
| 1994    | Высшая лига                         | 12    |                                                   |
| 1995    | Высшая лига                         | 16    | Выбывание в Первую лигу                           |
| 1996    | Первая лига                         | 1     | Выход в Высшую лигу                               |
| 1997    | Высшая лига                         | 15    |                                                   |
| 1998    | Высший дивизион                     | 16    | Выбывание в Первый дивизион                       |
| 1999    | Первый дивизион                     | 18    | Выбывание во Второй дивизион                      |
| 2000    | Второй дивизион, зона Урал          | 4     |                                                   |
| 2001    | Второй дивизион, зона Восток        | 3     |                                                   |
| 2002    | Второй дивизион, зона Восток        | 3     | Исключен из ПФЛ                                   |
| 2003    | КФК, зона Урал-Западная Сибирь      | 3     |                                                   |
| 2004    | ЛФЛ, зона Урал-Западная Сибирь      | 1     |                                                   |
| 2004    | ЛФЛ, финал                          | 4     |                                                   |
| 2005    | ЛФЛ, зона Урал-Западная Сибирь      | 1     |                                                   |
| 2005    | ЛФЛ, финал                          | 7     | Переход во Второй дивизион                        |
| 2006    | Второй дивизион, зона Урал-Поволжье | 10    |                                                   |
| 2007    | Второй дивизион, зона Урал-Поволжье | 9     |                                                   |
| 2008    | Второй дивизион, зона Урал-Поволжье | 10    |                                                   |
| 2009    | Второй дивизион, зона Урал-Поволжье | 6     |                                                   |
| 2010    | Второй дивизион, зона Урал-Поволжье | 2     |                                                   |
| 2011/12 | Второй дивизион, зона Урал-Поволжье | 6     |                                                   |
| 2012/13 | Второй дивизион, зона Урал-Поволжье | 2     |                                                   |
| 2013/14 | ПФЛ, зона Урал-Поволжье             | 1     | Переход в ФНЛ                                     |
| 2014/15 | ФНЛ                                 | 9     |                                                   |
| 2015/16 | ФНЛ                                 | 8     |                                                   |
| 2016/17 | ФНЛ                                 | 9     |                                                   |
| 2017/18 | ФНЛ                                 | 19    | Сохранение места в ФНЛ из-за отказа других команд |
| 2018/19 | ФНЛ                                 | 20    | Выбывание в Первенство ПФЛ                        |
| 2019/20 | ПФЛ, группа Урал-Приволжье          | 10    |                                                   |
| 2020/21 | ПФЛ, группа 4                       | 2     |                                                   |
| 2021/22 | ФНЛ-2, группа 4                     | 3     |                                                   |
| 2022/23 | Вторая лига, группа 4               | 1     | Переход в Первую лигу                             |
| 2023/24 | Первая лига                         | 9     |                                                   |
| 2024/25 | Первая лига                         | 18    | Выбывание во Вторую лигу, дивизион «А»            |

### В кубках России
| Сезон   | Стадия                    |
| ------- | ------------------------- |
| 1992/93 | 1/64                      |
| 1993/94 | 1/32                      |
| 1994/95 | 1/16                      |
| 1995/96 | 1/16                      |
| 1997/98 | 1/16                      |
| 1998/99 | 1/16                      |
| 1999/00 | 1/32                      |
| 2000/01 | 1/64                      |
| 2001/02 | 1/32                      |
| 2002/03 | 1/128                     |
| 2006/07 | 1/128                     |
| 2007/08 | 1/64                      |
| 2008/09 | 1/256                     |
| 2009/10 | 1/256                     |
| 2010/11 | 1/256                     |
| 2011/12 | 1/128                     |
| 2012/13 | 1/8                       |
| 2013/14 | 1/8                       |
| 2014/15 | 1/32                      |
| 2015/16 | 1/32                      |
| 2016/17 | 1/32                      |
| 2017/18 | 1/16                      |
| 2018/19 | 1/8                       |
| 2019/20 | 1/32                      |
| 2020/21 | 1/128                     |
| 2021/22 | 1/64                      |
| 2022/23 | 1/32                      |
| 2023/24 | 4-й раунд пути регионов   |
| 2024/25 | 1-й этап 1/4 финала (РЕГ) |

## Фарм-клуб
Дублирующий состав клуба принимал участие в третьей лиге ПФЛ в 1995—1996 годах под названием «Динамо-Газовик»-Д. В 2000—2002, а также с 2007 года под названием «Тюмень»-д (в 2000 году — «Тюмень»-2) участвует в Третьем (любительском) дивизионе, зона «Урал и Западная Сибирь» (лучшее достижение — 3-е место в сезонах 2001 и 2015).
В 1997—1999 годах в Третьем любительском дивизионе (в 1997 году назывался Четвёртым дивизионом), в зоне «Урал», участвовала юниорская команда (в 1997—1998 году — «Юниор» Тюмень, в 1999 году — СДЮШОР «Тюмень»).

## Руководство
| Должность                             | Имя              |
| ------------------------------------- | ---------------- |
| Директор                              | Александр Попов  |
| Заместитель директора                 | Алексей Харламов |
| Заместитель директора по безопасности | Андрей Липа      |

## Тренерский штаб
| Должность       | Имя              |
| --------------- | ---------------- |
| Главный тренер  | Сергей Попков    |
| Тренер          | Николай Иванов   |
| Тренер          | Максим Евдокимов |
| Тренер вратарей | Тимур Касимов    |

## Основной состав
| 1  | Флаг Казахстана | Вр  | Александр Довгаль   | 2000 |  |  |  |  |  |
| 16 | Флаг России     | Вр  | Вячеслав Эргардт    | 2004 |  |  |  |  |  |
| 66 | Флаг России     | Вр  | Никита Янович       | 2003 |  |  |  |  |  |
| 95 | Флаг России     | Вр  | Максим Едапин       | 2000 |  |  |  |  |  |
|    |                 |     |                     |      |  |  |  |  |  |
| 13 | Флаг России     | Защ | Михаил Петров       | 1997 |  |  |  |  |  |
| 23 | Флаг России     | Защ | Сергей Зуйков       | 1993 |  |  |  |  |  |
| 33 | Флаг России     | Защ | Артем Лавренков     | 2005 |  |  |  |  |  |
| 40 | Флаг России     | Защ | Александр Безчаснюк | 2002 |  |  |  |  |  |
| 72 | Флаг России     | Защ | Александр Бем       | 2001 |  |  |  |  |  |
| 90 | Флаг России     | Защ | Павел Шакуро        | 1997 |  |  |  |  |  |
|    |                 |     |                     |      |  |  |  |  |  |
| 8  | Флаг России     | ПЗ  | Иван Пяткин         | 2004 |  |  |  |  |  |
| 9  | Флаг России     | ПЗ  | Даниил Камлашев     | 2002 |  |  |  |  |  |
| 11 | Флаг России     | ПЗ  | Владен Бабаев       | 1996 |  |  |  |  |  |

| 18 | Флаг России | ПЗ  | Даниил Григорьев | 2002 |  |  |  |  |  |
| 27 | Флаг России | ПЗ  | Иван Чудин       | 1990 |  |  |  |  |  |
| 47 | Флаг России | ПЗ  | Ярослав Фролов   | 2000 |  |  |  |  |  |
| 70 | Флаг России | ПЗ  | Андрей Марьянов  | 2004 |  |  |  |  |  |
| 89 | Флаг России | ПЗ  | Артем Лутцев     | 2006 |  |  |  |  |  |
| 90 | Флаг России | ПЗ  | Ислам Мокаев     | 2003 |  |  |  |  |  |
|    | Флаг России | ПЗ  | Денис Талалай    | 1992 |  |  |  |  |  |
|    |             |     |                  |      |  |  |  |  |  |
| 7  | Флаг России | Нап | Даниил Арсеньтев | 2002 |  |  |  |  |  |
| 17 | Флаг России | Нап | Виталий Шитов    | 2003 |  |  |  |  |  |
| 19 | Флаг России | Нап | Артём Быковский  | 2004 |  |  |  |  |  |
| 63 | Флаг России | Нап | Кирилл Дударин   | 2006 |  |  |  |  |  |
| 88 | Флаг России | Нап | Руслан Болов     | 1994 |  |  |  |  |  |

## Руководители команды
- Марат Манафов (1983—1990)
- Виктор Берендеев (1990—1991)
- Владимир Долбоносов (1991—1995)
- Вениамин Башарин (1995—1997)
- Александр Пуртов (1997—2002)
- Алексей Степанов (2002)
- Вячеслав Лазовский (2002—2008)
- Александр Попов (2008—н. в.)

## Главные тренеры
- Виктор Мизинов (1961—1962)
- Виктор Карелин (1965—1968)
- Борис Кох (1974—1976)
- Сергей Порхачёв (1980)
- Валерий Зайцев (1981—1982)
- Валерий Овчинников (1983—1984)
- Игорь Касюк (1985)
- Геннадий Неделькин (1985—1986)
- Рудольф Атамалян (1988—1991)
- Сергей Морозов (1991 — май 1992)
- Алексей Петрушин (05.1992—1993)
- Эдуард Малофеев (1993—1994)
- Александр Бубнов (декабрь 1994 — февраль 1995)
- Сергей Рожков (февраль 1995 — март 1995), и. о.
- Александр Ирхин (апрель 1995 — август 1995)
- Эдуард Малофеев (август 1995—1996)
- Александр Ирхин (1996 — март 1997)
- Александр Игнатенко (апрель 1997—1999)
- Виктор Княжев (1999—2000)
- Рудольф Атамалян (2000—2001)
- Николай Воробьёв (2001—2003)
- Равиль Умяров (2003—2010)
- Сергей Подпалый (2010—2011)
- Сергей Никитин (2011 — ноябрь 2011)
- Евгений Дурнев (ноябрь 2011 — март 2013)
- Константин Галкин (июнь 2013 — июнь 2015)
- Александр Ивченко (июль 2015 — август 2017)
- Владимир Маминов (август 2017 — июнь 2018)
- Евгений Маслов (2018)
- Горан Алексич (сентябрь 2018 — сентябрь 2019)
- Вячеслав Афонин (июль — декабрь 2019)
- Игорь Меньщиков (декабрь 2019 — май 2025)
- Сергей Попков (май 2025 — н. в.)

## Болельщики

### История фанатского движения
Фанатское движение в Тюмени зародилось в 1987 году. Уже в 1989 году в городе насчитывалось более 100 активных фанатов тюменского «Геолога», собиравшихся на 13-м секторе местного стадиона. Тогда же состоялись первые выезды в другие города. Так, в 1989 году лидеру тюменских фанатов Чижу до «золотого» сезона не хватило всего двух выездов, в Баку и Абовян. Из-за экономического кризиса начала 1990-х годов фанатское движение в Тюмени сошло на нет. В 1994 году была создана «фирма» «Tyumen fans legion», которая просуществовала менее двух лет. Второе рождение тюменского фанатизма произошло в 1998 году, несмотря на то что он стал провальным для тюменской команды. Именно тогда началось формирование группировки, получившей позднее название «Vikings Legion». Хотя следующие годы, 1999 и 2000, были для тюменского футбола крайне неудачными, фанатское движение росло. 21 июня 1999 года состоялся первый выезд, в Москву. В том же году вышел первый номер фанзина Viking (всего до 2003 года вышло 5 номеров). Помимо футбола, «тюлени» (прозвище тюменских суппортеров) поддерживали также местный хоккейный клуб «Рубин». На 2003—2005 годы, несмотря на потерю тюменской командой профессионального статуса и перевода в Третью лигу, приходится становление «хулиганского» движения в городе, в частности формируются новые «банды», начинаются боевые выезды и регулярные спарринги с «хулиганами» из близлежащих городов. В 2006—2008 годах, хотя тюменцы и вернули себе профессиональный статус, фанатское движение в Тюмени переживает застой и даже некоторый спад, в то же время именно в этот период был зафиксирован «золотой» сезон. Позднее ситуация несколько изменилась. В 2011 году тюменские фанаты пробили 12 из 15 выездов, состоялся фанатский турнир по футболу памяти Дмитрия Анашкина, а на предпоследнем домашнем матче было устроено пиротехническое шоу. На 1 января 2012 года «тюлени» совершили более 100 выездов на гостевые матчи своей команды. Самый дальний из них, в Улан-Удэ в 2001 году, самый многочисленный в Челябинск в 2008 (80 фанатов).